# Venance Curnier
Venance Curnier, né le 18 mai 1885 à Lyon, mort le 1er juin 1971 à Albigny-sur-Saône, est un peintre français, actif à Lyon.

## Biographie
Venance Antonin Curnier est le fils de Sabinus Antoine Curnier, facteur des télégraphes et d'Alma Clotilde Fortoul, repasseuse.
En 1904-1905, il est élève de l'école des Beaux-Arts de Lyon, dans la classe de Castex-Desgranges.
Il participe à la Grande Guerre sur le Front d'Orient, il est blessé à Monastir, le 27 novembre 1916.
Il est ensuite professeur à l'école des Beaux-Arts de Lyon.
En 1925, il rejoint le groupe des Ziniars et il fait partie des fondateurs du salon du Sud-Est.
Il est surtout connu pour ses aquarelles et ses paysages.
Il meurt à l'âge de 86 ans, le 1 juin 1971.

## Expositions
À Lyon, dans différentes galeries : galerie Maire-Pourceaux, galerie des Archers (dès 1927), galerie Bellecour (1927), galerie Saint-Pierre (1933), galerie des Jacobins(1934)
- Exposition Internationale en 1914.
- Salon du Printemps jusqu'en 1918.
- Salon d'Automne dès 1910.
- Salon du Sud-Est à partir de 1926 jusqu'en 1971.
- Musée Paul Dini à Villefranche-sur-Saône.
- Le musée de Grenoble conserve une estampe sur bois[4]
- Le Musée des Beaux-Arts de Lyon possède deux œuvres acquises dès 1924 au Salon d'Automne[5].